# Chiesa dei Santi Faustino e Giovita (Fonteno)
La chiesa dei Santi Faustino e Giovita è la parrocchiale di Fonteno, in provincia e diocesi di Bergamo; fa parte del vicariato di Solto-Sovere.

## Storia
La parrocchia di Fonteno fu eretta il 15 dicembre 1542 dal vescovo di Bergamo Pietro Lippomano con territorio dismembrato da quella di Solto Collina.

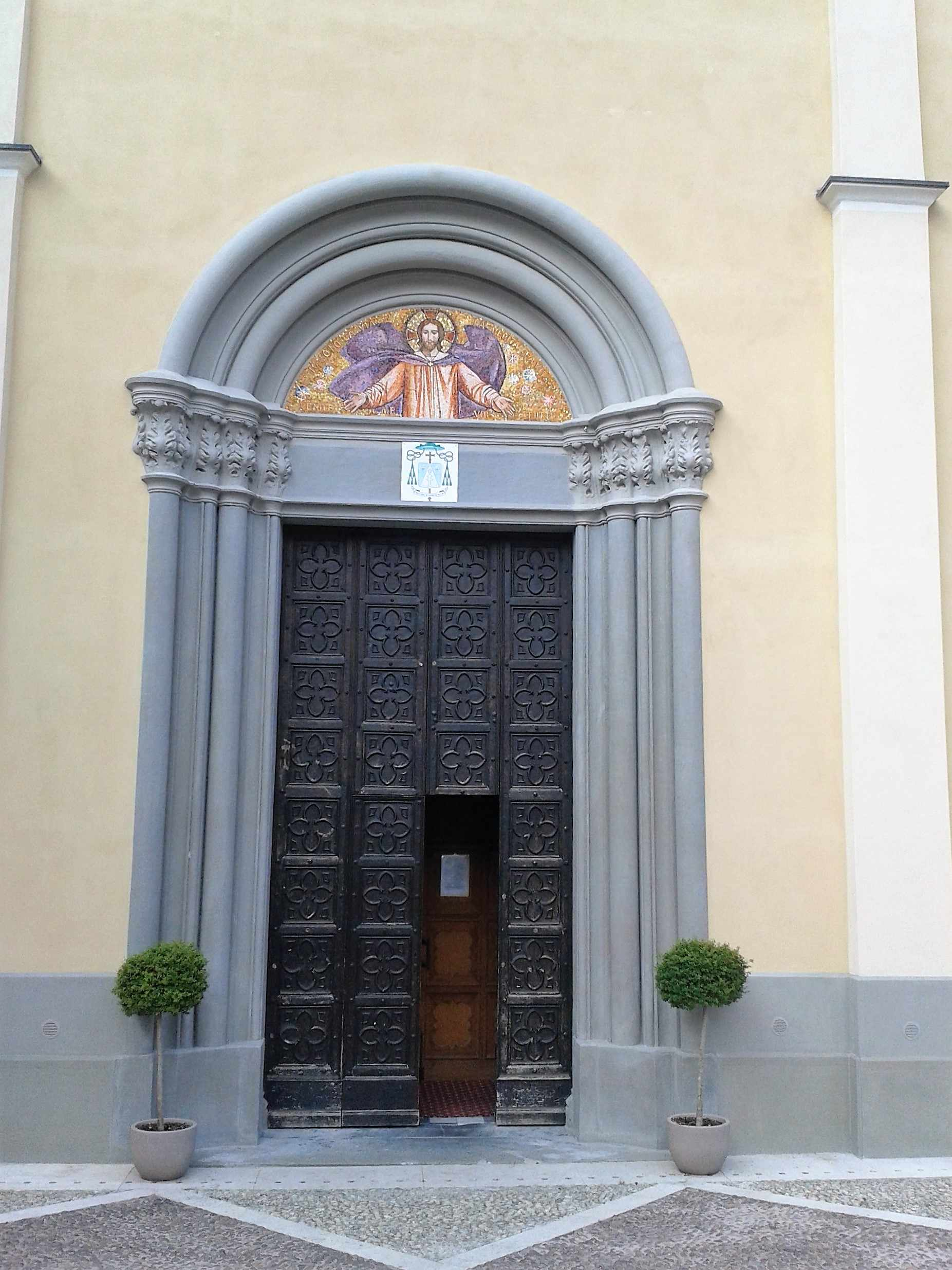
Il portale

 Nel 1568, in seguito alla riorganizzazione territoriale della diocesi e la trasformazione delle pievi foraniali in vicariati, la chiesa concluse nel vicariato di Solto.
Dalla relazione della visita pastorale del 1575 dell'arcivescovo di Milano Carlo Borromeo si apprende che la parrocchia di Fonteno era retta da un curato mercenario, che i fedeli erano circa 200 e che non risultava costituita alcuna scuola né confraternita; in quell'occasione il presule istituì la scuola del Santissimo Sacramento.
Nell'elenco delle chiese della diocesi di Bergamo stilato nel 1666 dal cancelliere diocesano Marenzi, si legge che i fedeli erano 318 nella chiesa avevano sede le scuola del Santissimo Sacramento e del Rosario e che la parrocchia comprendeva anche gli oratori di San Carlo e di San Rocco. Alla fine del XVIII secolo il numero dei parrocchiani risulta essere diminuito a 268, salito poi a 411 nel 1861. 
Nel 1827 il campanile fu riedificato su disegno di Camillo Zigliani.
Nel 1881 l'antica chiesa venne demolita per far posto alla nuova parrocchiale, progettata dall'ingegner Attilio Palvis; i lavori di costruzione terminarono nel 1883 e la consacrazione fu impartita il 22 marzo 1886 dal vescovo Gaetano Camillo Guindani.
 Tra il 1940 ed il 1946 l'interno dell'edificio subì delle modifiche.
Il 28 giugno 1971 la chiesa entrò a far parte della zona pastorale XV, per poi passare il 27 maggio 1979 al vicariato di Solto-Sovere.

## Descrizione

### Esterno
L'edificio di culto dal classico orientamento liturgico, preceduto dal sagrato delimitato da blocchi di marmo in Botticino. presenta la facciata a capanna dalle linee semplici progetto dell'architetto Attilio Parvis, e tripartita da lesene complete di basamento che reggono il sottile cornicione per proseguire nel frontone e terminare sulla cornice del tetto a due falde con una cuspide posta sulle due lesene centrali. La sezione centrale della facciata, ospita il portale in arenaria concluso da un timpano semicircolare dove è posto il mosaico disegnato da Trento Longaretti e realizzato nel 1988 dall'artista Italo Peresson. Le due sezioni laterali ospitano in due nicchie le statue di san Faustino e Giovita titolari della chiesa, realizzate dallo scultore Maggio Toffetti nel 1988..

### Interno
Opere di pregio conservate all'interno della chiesa sono gli affreschi delle volte raffiguranti i Profeti dell'Antico Testamento e i Quattro Evangelisti, eseguiti tra il 1952 ed il 1955 da Michele e Carlo Frana, l'affresco del Martirio dei santi Faustino e Giovita, proveniente dalla precedente chiesetta, il trittico di Pietro Servalli con soggetto la Resurrezione, realizzato nel 1930, il seicentesco altare del Rosario opera della bottega dei Manni, la pala della Madonna del Rosario e quella della Trinità assieme ai santi Faustino e Giovita, del XVII secolo.